# Saturno contro
Pour plus de détails, voir Fiche technique et Distribution.
Saturno contro est un film italo-turc de Ferzan Özpetek, sorti en salles en Italie le 23 février 2007. 
Le thème de ce film est la séparation, qu'elle soit en amitié ou en amour, et la difficulté à l'accepter. Selon les astrologues, Saturne est la planète qui, quand elle est « contre » un signe apporte des ruptures, des changements et de nouvelles rencontres.

## Synopsis
Davide (Pierfrancesco Favino) est un fabuliste, dans la maison duquel se rencontre un petit groupe d'amis : le banquier Antonio (Stefano Accorsi), époux de la psychologue Angelica (Margherita Buy) et amant de la fleuriste Laura (Isabella Ferrari), Neval (Serra Yılmaz) traductrice turque mariée au policier Roberto (Filippo Timi) peu intégré au groupe, Sergio (Ennio Fantastichini) ex-compagnon de Davide, avec lequel il est resté dans un rapport amical, même si Davide vit actuellement avec Lorenzo (Luca Argentero), Roberta (Ambra Angiolini), amie et collègue de Lorenzo, passionnée d'astrologie et... de drogues. 
Pendant un repas chez Davide, Lorenzo tombe dans le coma. Autour du lit d'hôpital, les membres de cette « famille élargie » se mettent à régler leurs comptes avec leur monde affectif et se trouvent face-à-face avec la perte et la difficulté de savoir l'accepter.

## Fiche technique
- Titre : Saturno contro
- Réalisation : Ferzan Özpetek
- Scénario : Ferzan Özpetek et Gianni Romoli
- Musique : Neffa
- Photographie : Gian Filippo Corticelli
- Montage : Patrizio Marone
- Production : Tilde Corsi et Gianni Romoli
- Société de production : Medusa Film, R&C Produzioni, Faros Film, UGCYM, AFS Film et Sky Italia
- Pays :  Italie,  France et  Turquie
- Genre : drame et romance
- Durée : 110 minutes
- Dates de sortie : 
  -  Italie : 23 février 2007
  -  France : 9 juillet 2008

## Distribution
- Pierfrancesco Favino : Davide
- Stefano Accorsi : Antonio
- Margherita Buy : Angelica
- Isabella Ferrari : Laura
- Serra Yılmaz : Neval
- Filippo Timi : Roberto
- Ennio Fantastichini : Sergio
- Luca Argentero : Lorenzo
- Ambra Angiolini : Roberta

## Version française
- Société de doublage : NDE Production
- Direction artistique : Antony Delclève
- Adaptation des dialogues : Frédéric Alameunière
- Enregistrement et mixage :

## Autour du film
- À la fin du film apparaît une dédicace pour Flavio Merkel, grand ami d'Özpetek et du scénariste (Gianni Romoli) avec lequel il avait collaboré maintes fois, mort subitement en 2004.
- Initialement le film aurait dû s'intituler Mentre Lorenzo dorme (« Pendant que Lorenzo dort »).
- Le film a été tourné dans l'appartement du réalisateur et dans une villa à San Felice Circeo.
- Comme dans toutes les œuvres d'Özpetek et de Romoli, on retrouve des citations cinématographiques d'origines variées, en l'occurrence : Longtime Companion (dans la scène de la morgue), Boulevard du crépuscule (1950) de Billy Wilder et Rebecca d'Alfred Hitchcock. Il est également impossible de ne pas noter l'analogie avec le film de François Ozon Le Temps qui reste (2006).

## Bande sonore
Les musiques ont été composées par Neffa et Riccardo Eberspacher; Neffa a composé le thème principal, intitulé Passione.
Des morceaux de Gabriella Ferri, Sophia Loren et Carmen Consoli, qui interprète entre autres Gainsbourg, font également partie de la bande sonore.[réf. souhaitée]

### Pistes
1. Neffa - Passione
2. Ad un passo dal mare
3. Sophia Loren - Zoo Be Zoo Be Zoo
4. Le rose e la pietra
5. Işın Karaca - Bitmemiş Tango
6. Il quadro
7. Gabriella Ferri - Remedios
8. Tema dei pianeti (parte 1)
9. Attesa
10. Nil Karaibrahimgil - Pirlanta
11. Tema dei pianeti (parte 2)
12. Carmen Consoli - Je suis venue te dire que je m’en vais
13. Neffa - Passione (Tango) Beguine